# Колківське гето
Колківське гето (пол. Getto w Kołkach) — гето часів Другої світової війни для українських євреїв, створене в Колках гітлерівською окупаційною владою. 

## Історія
1937 року в Колках проживало 860 євреїв. З початком німецької окупації в 1941 р. вони зазнавали різних репресій: їм наказували носити пов'язки із зіркою Давида, здати наявне у них золото і дорогоцінності, змушували безплатно виконувати важку роботу. Їх систематично били та оббирали місцеві поліцаї.
У жовтні 1941 в Колках було утворено гето. Туди було поміщено 2,5 тис. євреїв: місцевих, із довколишніх сіл та біженців із центральної Польщі. Тіснота і жахливі санітарні умови в гето призвели до епідемій та високої смертності.
Гето було ліквідовано у вересні 1942 року. Луцька СД за допомогою німецької поліції порядку та українських поліцаїв розстріляла майже всіх євреїв за 6 км на схід від Колків, у місці під назвою Білий Берег (Білі Береги) над річкою Стир. Невеличкому гурту людей удалося втекти й уникнути страти.
Після ліквідації гето особливу активність у вилові й убивстві втікачів проявляв начальник колківських поліцаїв, на прізвище Сачко (Сачковський), який привселюдно вихвалявся своїми злочинствами.
1991 року на місці братської могили вбитих євреїв було встановлено пам'ятник. 